# Ko se je dan videl skozi noč
Roman Ko se je dan videl skozi noč (1980) je Štefanija Ravnikar-Podbevšek posvetila mednarodnemu letu žensk, v njem predstavi pretresljive človeške usode druge svetovne vojne.

## Vsebina
Roman se dogaja konec avgusta kmalu po 2. svetovni vojni nekje na Dolenjskem. V uvodu avtorica pojasni razloge in želje, ki so jo gnale ob pisanju romana. 
V prvem delu z naslovom Prošnje skozi sedem poglavij uradnik Peter pomaga ljudem. Vojaški poročnik ga prosi, naj mu pomaga pripraviti pogreb za hudo bolno ženo Marjetko. Ker je poročnik z Marjetko grdo ravnal, se Peter razburi in ga zapodi iz pisarne, češ da naj raje pomaga ženi, da bo ozdravela. Po pomoč pridejo tudi Neža, ki čaka svojega sina, da ga odpošljejo iz vojske, Mariča, ki mora po krivici odplačevati visok davek, Jožica, ki se bo kmalu začela šolati na višji šoli, Jera, ki potrebuje zdravila, zblaznela Verona, ki išče svojo hčer in Katarina, ki želi novo učiteljico v šoli. Zadnja je  pisateljica, ki prosi Petra, naj jo pospremi do ljudi, ki so v vojni doživeli težke preizkušnje, da bi jih poslušala in njihove zgodbe zapisala.
V drugem delu z naslovom Srečanja pripoveduje pisateljica sama. Opisuje pot do ljudi, ki bi bili pripravljeni svojo žalostno zgodbo iz vojne deliti z njo. Ves čas jo vodi in usmerja Peter. Že na začetku poti izvesta, da je Marjetka umrla. Pretresena poslušata zgodbe o umorih partizanskih učiteljev, o pogumni Slapnikovi materi in pohabljenemu Vilku, Ani in njenem bratu Tinetu, o požgani vasi ter o zavednih ženah, ki so organizirale partizanske mitinge. Ob koncu svojo zgodbo zaupa tudi Peter, in sicer o tem, kako ga je izdal prijatelj in kako se je komaj rešil nad prepadom. Na poti domov se Marjetki doma dogovorijo o pogrebu.
Tretji del nosi naslov Iskanje. Petra in pisateljico na poti domov ujame hudo neurje in zaideta s poti. V gozdu srečata noro Verono, ki obupano išče svojo hčer Marto, pri tem jo do smrti zadane strela. Po nevihti pisateljica končno pride v gostišče, kjer prenoči. Krčmarica ji razkrije svoj načrt. Želi ustanoviti dom počitka za vse ljudi, ki so preživeli vojne grozote. Naslednji dan z mrtvaškimi vozovi pripeljejo krsti, v katerih ležita Verona in Marjetka. Veliko ljudi se želi še zadnjič posloviti od njiju. Potem krčmarica pri kosilu tudi Petru razkrije načrt, on pa ji obljubi, da ji bo pomagal. Pisateljica se odpravi na pot proti domu.
- "Pisateljica je ob tej knjigi sporočila, da "tudi v njej prikazujem dogodke iz narodnoosvobodilne vojne, vendar s to razliko, da niso več toliko dokumentarnega kolikor leposlovnega značaja." Omenja še, da je njeno pisanje tudi to pot vzeto iz resničnega življenja. Prav to je bistveno in je avtorico najbolj pritegnilo, da iztrga pozabi vse tisto, kar se je dogajalo v najhujših letih bojev naših ljudi za njihovo ohranitev. Prav te ljudi je obiskala v krajih, kjer so se uprli in spopadli s fašisti, da bi iz njihovih ust dognala resnico, kaj jih je pognalo v ta pošastni boj, kakšen je bil njihov krvavi in nekrvavi delež, posebno še delež žensk." (Janez Švajncer 1981: 6)
- "Štefanija Ravnikar-Podbevškova je vse svoje pisateljske sile posvetila dogodkom iz NOV. še posebno skrbno je monografsko obdelala belogradistične zločine na Sv. Urhu. Dokumenti pa so se ji v zadnjih letih prepletali z leposlovno obdelavo resničnega življenja. Od več načrtov ji je uspelo pred smrtjo pripraviti zbirko novel Ko se je dan videl skozi noč. Ni doživela izida. Prvi izvodi še niso izšli, ko ji je že omahnila pisateljska roka. Naj bo naš izbor iz te zbirke posvečen tudi spominu avtoričine navezanosti na naše kraje, ki jim je bila vseskozi zvesta."

- Janez Švajncer. Nova knjiga (iz založbe Partizanska knjiga), Štefanija Ravnikar-Podbevšek: Ko se je dan videl skozi noč. Večer 26/6 (3. 2. 1881) (COBISS)
- Marjan Moškrič. V požgani vasi. Naša skupnost - 25. maj: umetniška priloga 6/2 (25. 5. 1981) (COBISS)